# SU-76i (自走砲)
SU-76i（ロシア語：СУ-76И) は、第二次世界大戦中のソ連の自走砲。ドイツ軍から鹵獲したIII号戦車をベースに、1943年4月-11月の間に改造・生産された。第37工場（第38工場説もあり）で200輌前後が完成した。

## 概要

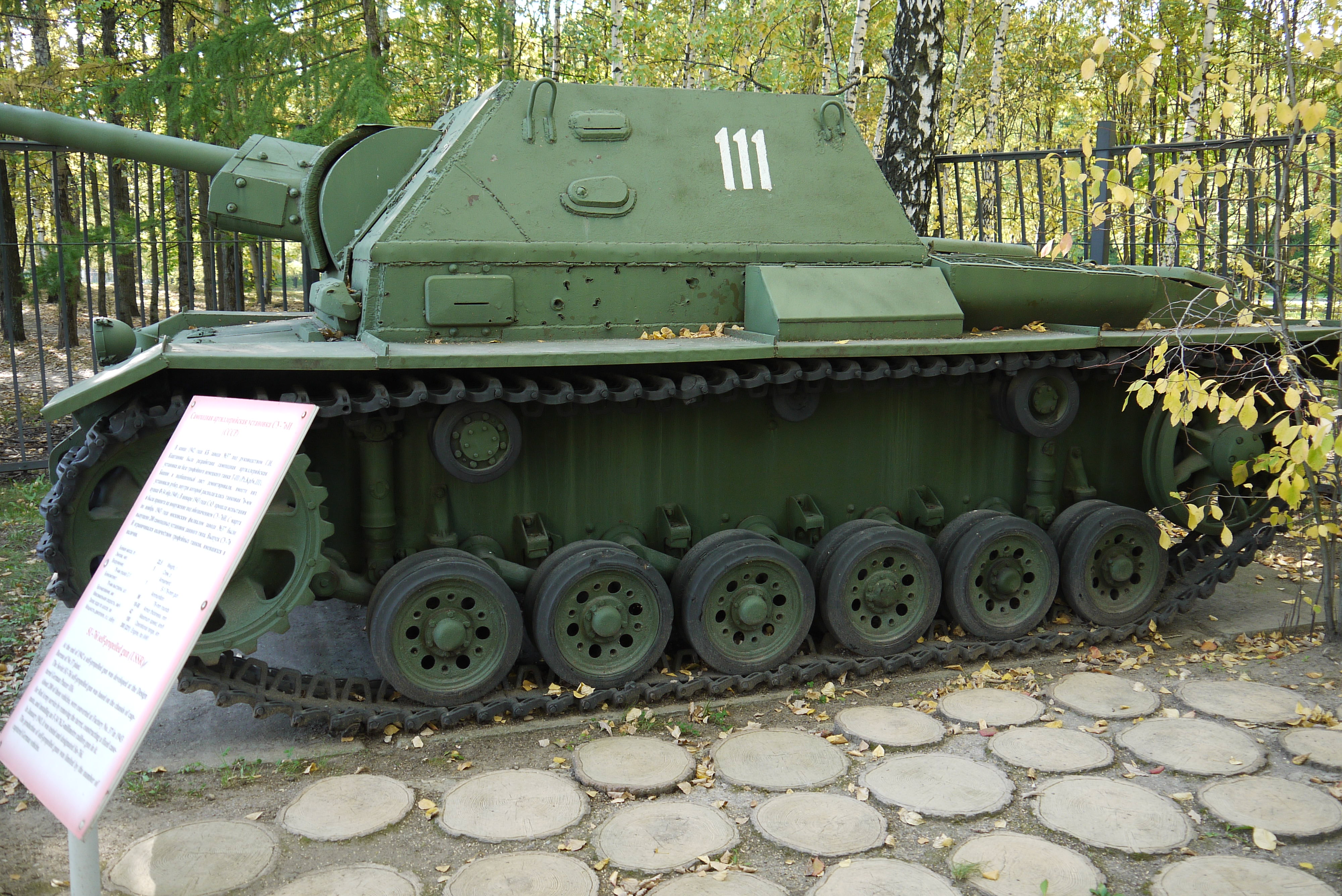
側面部
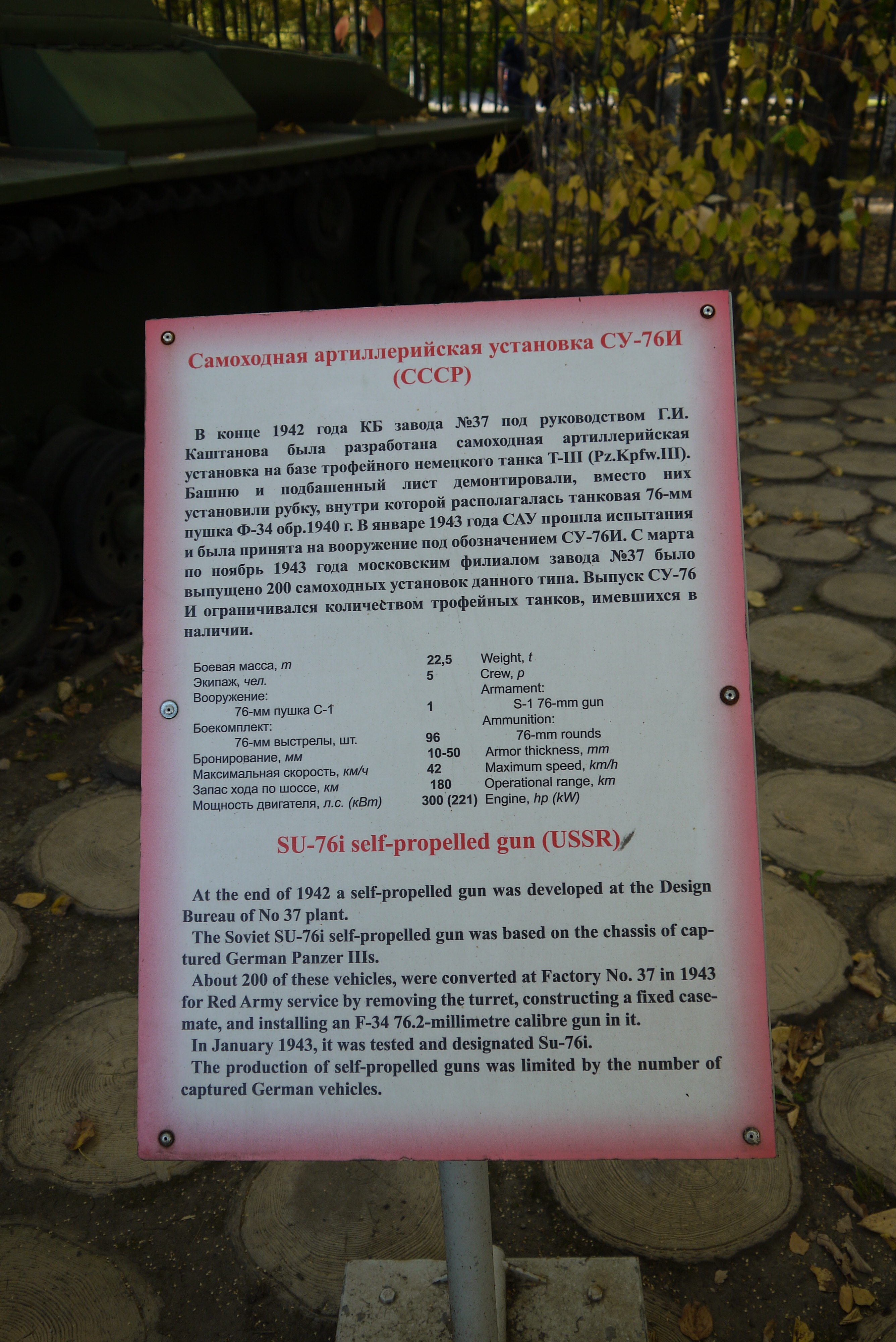
大祖国戦争中央博物館の説明板

1942年の初め、前年のドイツとの戦いで大きな損害を出したソ連軍は、モスクワ前面で鹵獲したドイツ戦車を修理、自軍の戦力に組み入れる試みを始めた。当初は、鹵獲したIII号突撃砲の武装をT-34の1940年型の物に替えたり、またはそのまま使っていたが、これらは臨時の改造であり、本格的なものではなかった。
1943年初め、本格的な新型軽自走砲であるSU-76が生産に入った。しかし、この初期の型は、左右の履帯を別々のエンジンと操行装置で動かす機構であり、同期が上手くいかずトラブルが続発していた。これは、後にSU-76Mとして改良されることとなるが、それまでの繋ぎとなるものとして、スターリングラード方面などで300輌以上を鹵獲したIII号戦車系をベースに自走砲に改造することとなった。
これ以前に、III号突撃砲を改造し122mm榴弾砲M-30を搭載したSG-122(A)が開発され、試作車での重量過大などの不具合を改良したものを、1942年9月に第592工場で10輌を生産することが命じられていた。後にIII号戦車を改造し、SG-122(A)に類似した戦闘室に、76.2mm戦車砲F-34を自走砲用にしたS-1を搭載するタイプが第37工場で生産されることとなり、SU-76(S-1)またはSU-76i（iは"inostrannaya"の頭文字で、外国製を意味する）と命名された。
これらは、砲塔と車体上面の装甲を撤去、その上にピラミッド状に傾斜した新設計の密閉式固定戦闘室を備えたものであった。しかし、実戦部隊ではボルトで固定された上面装甲を取り外し、オープントップの状態で運用した例もあったという。
戦闘室は、四面にピストルポートが設けられ、車内からピストルやサブマシンガンを発砲することができるようになっていた。また、クルスクの戦いの後、主砲の駐退器カバーの周りに防盾が追加され、車体後部に着脱式の円筒形外部燃料タンクが二つ追加された。他、III号戦車用のキューポラを備え、そのために戦闘室側面に張り出しを設けた指揮車両が20輌作られている。
後に、同じ車体に85mm砲を搭載するSU-85iも計画されたが、KV-85やSU-85への供給で手一杯であり、中止された。
1943年4月、最初の生産車5輌がスベルドルブスクの自走砲連隊訓練所に送られ、更に20輌が加えられ、翌月には早くも実戦に投入された。その後クルスクの戦いにも第13軍所属の16輌が投入され、半数（うち3輌炎上で全損）を失っている。そして、16輌のSU-76iと指揮用の鹵獲III号戦車1輌（または指揮車型を含むSU-76iが15輌）による自走砲連隊が複数編成され、同年秋のウクライナでの戦いから本格的に投入された。
本車の生産は11月で終了したが、即席の車輌ながら本命であるSU-76Mよりも防御力や居住性に優れ、乗員からの評判は良かった。ただし、元になったIII号戦車が車体下部側面ハッチの廃止された型であった場合は乗降用ハッチが一つしか無かったため、撃破された時の全員の素早い脱出は困難であった。
これらの車輌は終戦まで戦い続けたが、その後退役させられた。戦後も1輌がクビンカ基地で稼動していたが、1968年に廃棄された。現在でも、川から引き上げられた1輌がウクライナのリウネ州サルヌイ地区で記念碑として展示され、別の1輌がモスクワの大祖国戦争中央博物館に現存している。
- 側面部
- 大祖国戦争中央博物館の説明板